# Хаянгийн Банзрагч
Хаянгийн Банзрагч (1921—2002) — монгольский государственный деятель, дипломат.

## Биография и карьера
Хаянгийн Банзрагч родился в 1921 году в сомоне Галшар Хэнтийского аймака Монголии.
Закончил младшую школу в Хэнтийском аймаке переехал в Улан-Батор, где закончил среднюю школу. 1939-1946 годы работал медбратом в поликлинике Погранвойск при МВД.
Учился в Сельскохозяйственной академии им. Тимирязева, который закончил в 1953 году.
Вернувшись на родину, Банзрагч в 1953—1961 годах работает агрономом, главным агрономом в Управлении по делам госхозов.
С 1961-1963 и 1968-1973 годах работает на посту заместителя председателя Государственной плановой комиссии. В 1963-1968 годах — начальник Управления по делам госхозов.
Х.Банзрагч находится на дипломатической работе, в 1973—1979 годах чрезвычайным и полномочным послом Монгольской Народной Республики в СССР. В 1979—1980 годах на партийной работе: сотрудник сельскохозяйственного отдела в Центральном комитете Монгольской народно-революционной партии.
В 1980 году назначен на пост министра по делам госхозов МНР.
В 1982—1988 годах Х. Банзрагч вновь возвращается к дипломатической деятельности: первый чрезвычайный и полномочный посол Монгольской Народной Республики в Афганистане.
В 1988—1989 годах заведует отделом в Министерстве иностранных дел МНР.
Несколько раз[когда?]

 избирался депутатом Великого Народного Хурала Монгольской Народной Республики. Награждён высшими орденами и медалями Монголии.
Имеет ранг чрезвычайного и полномочного посланника.
С 1989 года на пенсии. Умер в 2002 году в г.Улан-Баторе.